# Zimovnikovsky (huyện)
Huyện Zimovnikovsky (tiếng Nga: ? райо́н) là một huyện hành chính tự quản (raion), của Tỉnh Rostov, Nga. Huyện có diện tích 5060 kilômét vuông, dân số thời điểm ngày 1 tháng 1 năm 2000 là 40200 người. Trung tâm của huyện đóng ở Zimovniki.